# Крохмальний Роман Романович
 Рома́н Рома́нович Крохма́льний — старший солдат Збройних Сил України, учасник російсько-української війни, що загинув у ході російського вторгнення в Україну в 2022 році.

## Життєпис
Роман Крохмальний народився 21 жовтня 1996 року в селі Сокільники Пустомитівського району на Львівщині. З початком повномасштабного російського вторгнення в Україну 24 лютого 2022 року бійця мобілізували до лав Збройних сил України. Військову службу проходив у складі 24-ї окремої механізованої бригади імені короля Данила. Загинув 20 березня 2022 року поблизу Попасної на Луганщині.

## Родина
У загиблого залишилися батьки, дружина та маленька донечка.

## Нагороди
- Орден «За мужність» III ступеня (2022, посмертно) — за особисту мужність і самовіддані дії, виявлені у захисті державного суверенітету та територіальної цілісності України, вірність військовій присязі[3].